# Octa van Kent
Octa was een Angelsaksische koning van het koninkrijk Kent in het begin van de zesde eeuw. Bronnen zijn het oneens over zijn relatie met de andere koningen in zijn lijn, de ene noemen hem de zoon van Hengest van Kent, de stichter van het koninkrijk, andere noemen hem de kleinzoon, zijn vader was dan Oisc.
In de Angelsaksische kroniek staat zijn naam niet vermeld. In de Historia ecclesiastica gentis Anglorum van de monnik Beda staat dat Octa de zoon is van "Orric, bijgenaamd Oisc" en de kleinzoon van Hengest. In de Historia Britonum staat dan weer dat Hengest zijn zonen, Octa en Ebusa, stuurde om zijn troepen te versterken.
Zijn zoon Eormenric volgde hem op.